# Кватро Страде (Фиренца)
Кватро Страде је насеље у Италији у округу Фиренца, региону Тоскана.
Према процени из 2011. у насељу је живело 1233 становника. Насеље се налази на надморској висини од 154 м.